# Kalifornischer Grizzlybär

Flagge des US-Bundesstaates California

Der Kalifornische Grizzlybär ist eine heute nicht mehr anerkannte Unterart des Braunbären. Er ist seit 1953 das Staatssäugetier des US-Bundesstaates Kalifornien und auch auf der Flagge Kaliforniens abgebildet. Sein wissenschaftlicher Name lautet Ursus arctos californicus. Die Braunbären Kaliforniens sind heute ausgestorben.

## Taxonomie
Die Unterart wurde 1918 durch den amerikanischen Zoologen Clinton Hart Merriam, im Artrang als Ursus californicus, erstbeschrieben. Merriam gibt zur Unterscheidung ausschließlich Schädelmerkmale an. Typuslokalität ist Monterey, Kalifornien. Merriams Arbeit, in der er 84 neue Braunbärenarten in Nordamerika beschrieben (davon allein 7 in Kalifornien) und insgesamt 96 Arten anerkannt hat, gilt heute als ein klassisches Beispiel für oversplitting, das übertriebene Aufspalten von Arten in Taxa ohne biologische Realität und Bedeutung. Trotz der poetischen Charakterisierung als „golden“ war die Fellfarbe äußerst variabel, von dunkelbraun bis fast weißlichgelb.
In einer Bearbeitung der nordamerikanischen Bären durch Eugene Raymond Hall, die ebenfalls vor allem auf Schädelmaßen beruhte, synonymisierte dieser die meisten von Merriams Namen, behielt aber Ursus arctos californicus als eine von sieben Unterarten des Braunbären in Nordamerika zunächst bei. Im oft als Referenz verwendeten Handbook of the Mammals of the World (2009) werden für den Braunbären weltweit noch 14 Unterarten anerkannt, alle Braunbären der USA (ehemals bis in den Norden Mexikos), werden als eine Unterart Grizzlybär (Ursus arctos horribilis) gewertet, also keine Unterart californicus mehr aufgeführt.
Bei einer Untersuchung auf Basis der mitochondrialen DNA, bei der zahlreiche Museumsexemplare der durch übermäßige Bejagung ausgerotteten Braunbären im größten Teil der USA mit getestet wurden, konnten Craig R. Miller und Kollegen weltweit nur noch vier genetische Einheiten unterscheiden. Alle Braunbären Nordamerikas südlich von Yukon und Alaska wurden dabei derselben Gruppe, genannt Klade 4, zugeordnet. Obwohl sich die genetischen Verhältnisse bei den Braunbären Alaskas und der vorgelagerten Inseln als verwickelt erwiesen haben, wurde dieses Ergebnis in späteren Untersuchungen bestätigt, was die Bären der USA und Südkanadas angeht. Aufgrund der Daten wurde die Hypothese vertreten, die Bären Nordamerikas gingen auf drei verschiedene Einwanderungswellen im Eiszeitalter zurück. Später erwies es sich, dass ein Teil der großen genetischen Variation der Braunbären Alaskas vermutlich auf Introgression durch eine Hybridisierung mit dem Eisbären zurückgeht. Es wurde plausibel gemacht, dass die südlichen Braunbären das letzte glaziale Maximum bereits in Nordamerika überdauern konnten. Aufgrund dieser Ergebnisse werden heute für die Braunbären Nordamerikas südlich von Alaska keine Unterarten mehr unterschieden (die Verhältnisse in Alaska und auf den Inseln sind nicht mit letzter Sicherheit geklärt). Dem entsprechend wird auch die Unterart californicus nicht mehr anerkannt. Manchmal wird heute der Name californicus noch verwendet, um allgemein auf die Braunbären Kaliforniens einzugehen.

## Braunbären Kaliforniens
Was heute über die Braunbären in Kalifornien bekannt ist, haben Tracy I. Storer und Lloyd P. Tevis in einem Buch, erschienen 1955, zusammengetragen. Demnach ist der Grizzly in Kalifornien in den 1920er Jahren, in den meisten Regionen schon um 1900, durch Bejagung ausgerottet worden. In früheren Jahren waren sie in Kalifornien durchaus häufig, in den frühen Berichten werden sie als gewöhnlich und oft anzutreffen geschildert. Eine grobe Abschätzung geht von etwa 10.000 Bären aus. 1801 töteten Viehzüchter einer Ranch allein 38 Bären in einem Jahr. Die Verbreitung reichte vom Siskiyou County im Norden bis vereinzelt in die Küstenregion von San Diego County im Süden, von der Küste bis in die Rocky Mountains, also fast über den gesamten Staat. Nachweise fehlen für den Südwesten, östlich der Sierra Nevada. Im Landesinneren fehlten sie lokal vom Westrand des Great Basin und östlich davon, kamen weiter im Landesinneren aber auch weiter südlich noch vor. Das kalifornische Verbreitungsgebiet selbst setzte sich nicht nach Süden hin fort.
Moderne Untersuchungen an Skelettmaterial mittels Isotopenanalyse lässt es wahrscheinlich erscheinen, dass sich die Grizzlys Kaliforniens vor allem von pflanzlicher Nahrung ernährten. Meeresfische, auch wandernde wie Lachse, wurden nur vereinzelt und in geringer Menge genutzt. Eine Zeitreihe ergibt allerdings, dass der Anteil von Landtieren in der Zeit nach der Einwanderung von Europäern (post 1542) deutlich angestiegen war, von ursprünglich knapp einem Zehntel auf ein gutes Viertel, etwa 8 Prozent Huftiere (vor allem aus Viehbeständen). Vermutlich hat diese Konkurrenz zum Menschen zur Ausrottung geführt. Die Größe der Bären entsprach, entgegen alten Sensationsberichten, etwa dem Durchschnitt nordamerikanischer Braunbären.
Heute leben noch vier Populationen des Braunbären im Nordwesten der USA, drei davon mit direktem Anschluss an kanadische Vorkommen. Das südlichste rezente Vorkommen liegt im Greater Yellowstone Ecosystem in Wyoming, Montana und Idaho.